# Veules-les-Roses
Veules-les-Roses ist eine französische Gemeinde im Département Seine-Maritime in der Region Normandie. Sie hat 515 Einwohner (Stand 1. Januar 2022) und liegt wenige Kilometer östlich von Saint-Valery-en-Caux an der Alabasterküste im Arrondissement Dieppe.
2017 wurde Veules-les-Roses mit dem Prädikat Die schönsten Dörfer Frankreichs ausgezeichnet.

## Geografie
Der Ort liegt in einer Einbuchtung der normannischen Steilküste. Hier mündet der Fluss Veules in den Ärmelkanal. Mit einer Länge von 1149 Metern ist der Veules der kürzeste Fluss Frankreichs.

## Sehenswürdigkeiten
- Kirche Saint-Martin aus dem 13./16. Jahrhundert
- Ruine der Fischerkirche St. Nicolas aus dem 16. Jahrhundert[3]

## Persönlichkeiten
Zu den bekanntesten Künstlern und Literaten, die sich regelmäßig in Veules-les-Roses aufhielten, zählt Victor Hugo, an den eine Bronzeplatte und eine Straße erinnert.